# Muntiacus crinifrons
Il muntjak nero (Muntiacus crinifrons Sclater, 1885), noto anche come muntjak dalla fronte pelosa, è una specie di muntjak endemica della Cina orientale. Sebbene sia estremamente difficile da studiare, data la sua elusività, è considerato a rischio di estinzione, poiché si ritiene che in tutto il suo seppur esteso areale ne rimangano meno di 5-10.000 esemplari.

## Descrizione
Il muntjak nero ricorda moltissimo nell'aspetto un'altra specie di cervide presente in Estremo Oriente, il cervo dal ciuffo (Elaphodus cephalophus). Come quest'ultimo, presenta ramificazioni molto corte, mentre i pedicelli, più fragili, non convergono. Solitamente le ramificazioni sono così corte che non vanno oltre il lungo ciuffo di peli rossastri della fronte. Il suo mantello varia dal grigio al marrone; presenta all'incirca le stesse dimensioni del muntjak indiano.

## Distribuzione e habitat
Il muntjak nero vive attualmente solo nella Cina orientale (Anhui sud-orientale, Fujian settentrionale, Jiangxi nord-orientale, Zhejiang occidentale e, spororadicamente, orientale). In passato il suo areale era molto più vasto, e si estendeva dalla regione costiera di Ningbo, presso la foce dello Yangtze, fino al Guangdong. Avvistamenti avvenuti in Yunnan e Myanmar, attribuiti erroneamente a questa specie, si riferiscono a un suo stretto parente, il muntjak dei Gongshan (M. gongshanensis). Vive nelle foreste di montagna ad altitudini comprese tra i 200 e i 1000 m.

## Biologia
Il muntjak nero si nutre di una vasta gamma di foglie, felci, erbe e frutta. Predilige i boschi aperti a più di 800 m di quota, ma effettua piccoli spostamenti altitudinali in base alle stagioni. Non ha una stagione degli amori ben definita e alcune femmine partoriscono nuovi piccoli quando stanno ancora allattando. La gestazione dura 210 giorni, dopo i quali viene partorito un unico piccolo, che raggiunge la maturità sessuale ad un anno di età.

## Conservazione
Per molto tempo questa specie è stata considerata uno dei cervi meno conosciuti del mondo e inoltre era ritenuta estremamente rara. Fino al 1975, almeno per gli studiosi occidentali, era nota solo a partire da pochi esemplari museali. Per tutto il XX secolo è stata pesantemente cacciata: solo nel 1978, ad esempio, ne vennero abbattuti almeno 2000 esemplari. Nei primi anni novanta la sua popolazione venne stimata a circa 10.000 capi, che da allora sono continuati a diminuire fino ai meno di 7000 attuali.